# China Dragon
Le China Dragon est une équipe professionnelle de hockey sur glace basé à Shanghai, Chine, et engagée en Asia League Ice Hockey. Le club résulte de la fusion en 2007 entre l'équipe des Changchun Fuao de Changchun et l'équipe de Hosa de Pékin. Les Sharks (requins en anglais) disputaient leur matchs au Beijing Shijixing Sport Center en 2007-08. et à Shanghai pour la saison 2008-09.
Sous la direction de l'association chinoise de hockey sur glace, les joueurs ont été sélectionnés au sein des deux clubs précédents, afin de constituer une nouvelle équipe, originellement sponsorisé par Hosa Sports. Résultant de négociations entre la fédération chinoise et les Sharks de San José, l'équipe de LNH accepta d'envoyer 5 joueurs et 3 entraîneurs à l'équipe chinoise, en échange des droits sur le nom de l'équipe. Le logo est d'ailleurs proche de celui des Barons de Cleveland, une ancienne équipe affiliée aux Sharks.

## Clubs précédents

### Hosa
Hosa (浩沙) était un club chinois évoluant dans l'Asia League. Fondé en 1945 à Harbin (Heilonjian) sous le nom de Harbin Ice Hockey Team, fut l'un des plus réputés de Chine. Le club fut établi à Harbin jusqu'en 2006, année où le nouveau sponsor du club Hosa Sports amena le club à déménager dans la capitale chinoise, Pékin et à changer de nom.

### Changchun Fuao
La franchise des Changchun Fuao, originellement les Snow Leopards, jouèrent à Qiqihar pendant 2 saisons, 2004-2005 et 2005-2006 au Qiqihar Gymnasium. Le club finit à la dernière place les 2 années et rata les séries éliminatoires. L'équipe déménagea à Changchun, et jouèrent au Fuao Ice Center en 2006-2007. De nouveau, ils finirent la saison à la 8e et dernière place. En raison de difficultés financières, ils fusionnèrent avec Hosa pour la saison 2007-2008.

## Joueurs
Voici l'effectif du club pour la saison 2012-2013 :

### Gardiens
- Zhiwei Liu  Chine
- Daisuke Sakai  Japon

### Défenseurs
- Ryan Burkholder  Canada
- Tengyi Fu  Chine
- Rob Jarvis  Canada
- Shuji Kikuchi  Japon
- Goshi Kumagai  Japon
- Jian Li  Chine
- Longtan Liu  Chine
- Mingxi Yang  Chine

### Attaquants
- Matthew Glasser  Canada
- Rob McFeeters  Canada
- Jiachang Bao  Chine
- Ling Chen  Chine
- Nan Fu  Chine
- Tianyi Guan  Chine
- Dachuan Guo  Chine
- Yin He  Chine
- Katsumasa Kondo  Japon
- Wei Liu  Chine
- Sho Tanaka  Japon
- Kota Tanaka  Japon
- Chongwei Wang  Chine
- Tianxiang Xia  Chine
- Hao Zhang  Chine
- Cheng Zhang  Chine